# Make Them Die Slowly
Make Them Die Slowly ist eine britische Black-Metal-Band, die 2020 von Mick Kenney von Anaal Nathrakh gegründet wurde.

## Geschichte
Make Them Die Slowly wurden von Mick Kenney und Duncan Wilkins gegründet und firmierten unter den Künstlernamen Officer R. Kordhell bzw. The Void, um die alten Gore-Filme zu zelebrieren. Ihr Name und ihr erstes Album sind beide von dem italienischen Horrorfilm Cannibal Ferox abgeleitet (in den USA als Make Them Die Slowly veröffentlicht). Einige der Identitäten der Band sind unbekannt; ihr Schlagzeuger hört das Pseudonym Walter, ein weiteres Mitglied heißt Doofus, dessen Rolle in der Band ebenfalls unbekannt ist. Im Mai 2020 veröffentlichten sie ihr erstes Album Ferox. Sechs Monate später folgte ihr zweites Studioalbum The Bodycount Continues.

## Stil
Musikalisch ähnelt die Band Kenneys Hauptprojekt Anaal Nathrakh und kombiniert Grindcore mit Black Metal, mit starkem Einsatz von Industrial- und Synthesizer-Elementen und gelegentlicher Chormusik.

## Diskografie

### Studioalben
- 2020: Ferox (FETO Records)
- 2020: The Bodycount Continues (FETO Records)

### Singles
- 2020: The Terror Begins
- 2020: Slaughter High
- 2020: Silent Night Murder Night
- 2021: My Bloody Valentine